# Вестбрук, Эва-Мария
Эва-Мария Вестбрук (нидерл. Eva-Maria Westbroek; 26 апреля 1970, Белфаст) — нидерландская оперная певица (сопрано).
Эва-Мария Вестбрук родилась в семье учёного-геолога Петера Вестбрука. С 1988 по 1995 год она училась в Королевской консерватории в Гааге. Её учителями были итальянская сопрано Ирис Адами Коррадетти и американский тенор Джеймс Маккрей.
Оперный дебют певицы состоялся в 1994 году в рамках фестиваля в Олдборо в опере Франсиса Пуленка «Диалоги кармелиток». Годом позже Эва-Мария стала лауреатом международного конкурса вокалистов в Риме. Выиграв ещё два конкурса вокалистов в Италии, певица по личным причинам на несколько лет приостановила музыкальную карьеру и даже была вынуждена некоторое время работать официанткой. В 2001 году она подписала пятилетний контракт с Штутгартским оперным театром. Выступала также в других ведущих оперных театрах мира: опере Бастилии, Королевском театре Ковент-Гарден, Нидерландской опере.
В 2011 году Эва-Мария Вестбрук стала первой исполнительницей главной роли в премьере оперы Марка-Энтони Тёрниджа «Анна Николь», посвящённой американской модели и актрисе Анне Николь Смит.
Муж певицы — нидерландский тенор Франк ван Акен.